# Iphiaulax electus
Iphiaulax electus är en stekelart som beskrevs av Cameron 1912. Iphiaulax electus ingår i släktet Iphiaulax och familjen bracksteklar. Inga underarter finns listade i Catalogue of Life.